# Memorial da Imigração Judaica
O Memorial da Imigração Judaica possui a sinagoga mais antiga do Estado, a Kehilat Israel, se localiza na região central da cidade de São Paulo, no bairro do Bom Retiro. Fundado em 1912 o Memorial aborda a história dos imigrantes judeus vindos para o Brasil, trazendo documentos, fotos e objetos para narrar este período. O memorial garante entrada gratuita para todos os públicos, e mostrando a estes de maneira mais tecnológica e didática uma parte da cultura judaica presente no nosso país oferece visitas monitoradas, bastando um agendamento.
O judaísmo é a mais antiga das principais religiões monoteístas (cristianismo e o islamismo), dentre elas esta é a mais velha. Junto com um conjunto de tradições e crenças esta religião utiliza diversos objetos em seus cultos, como é o exemplo do  quipá. Há também comidas típicas, como cashrut, milá , peio e brit. A religião judaica é praticada por diversos países, sendo o Brasil o décimo país em que mais existe concentração de judeus.

## Histórico
Em 2004 foi iniciado o projeto para a criação do Memorial Judaico. O objetivo para a criação surgiu a partir da vontade de se registrar e preservar algumas obras, lembranças e patrimônios históricos dos pioneiros da sinagoga Kehilat Israel.
A principal intenção dos fundadores do Memorial era trazer para o Brasil a história dos judeus, que até então era escassa. Desde o século XVII os judaicos trazem cultura e construções históricas para o país e tais contribuições desse povo foram idealizadas de forma que homenageassem o legado deixado.
O rabino Y. David Weitman foi uma das pessoas que estavam a frente desse projeto, foi ele quem buscou as informações para preencher o Museu como livros, fotos, relatos, objetos, documentos, roupas, entre outras coisas vindas das varias gerações de imigrantes judaicos.
A realidade do museu começou a ser vista no momento em que idealistas e patrocinadores começaram a apoiar o projeto e assim, a reforma da sinagoga foi iniciada. A fachada foi permanecida a original e obtiveram a ampliação de cinco andares. A partir de então, o Memorial de Imigração Judaico se tornou uma opção de roteiro histórico-cultural da cidade de São Paulo.
Em 2012 o projeto conquista a veracidade, foi lançado a pedra fundamental do memorial  inaugurada pelo prefeito na época, Gilberto Kassab e pelo grão-rabino de Israel, Ionáh Metzger. Com isso, novos planejamentos foram necessários, começou um trabalho de pesquisa, extenso, para a formação e historiadores do Arquivo Histórico Judaico Brasileiro e da BASE 7 Projetos Culturais participaram deste momento.
O acervo possuiu a organização de comunidades judaicas que ajudaram o memoria no primeiro momento de formação, já que eles costumavam guardar alguns pertences como lembranças e historias do seu passado, assim, deixando que suas futuras gerações conheçam e pratiquem seus costumes, ideias, pensamentos e principalmente, os seus valores, que estão sendo mantidos nos últimos seculos. Já Projeto arquitetônico e expográfico, e pelo Conselho Curador da entidade ficou na responsabilidade da Base 7.

## Estrutura

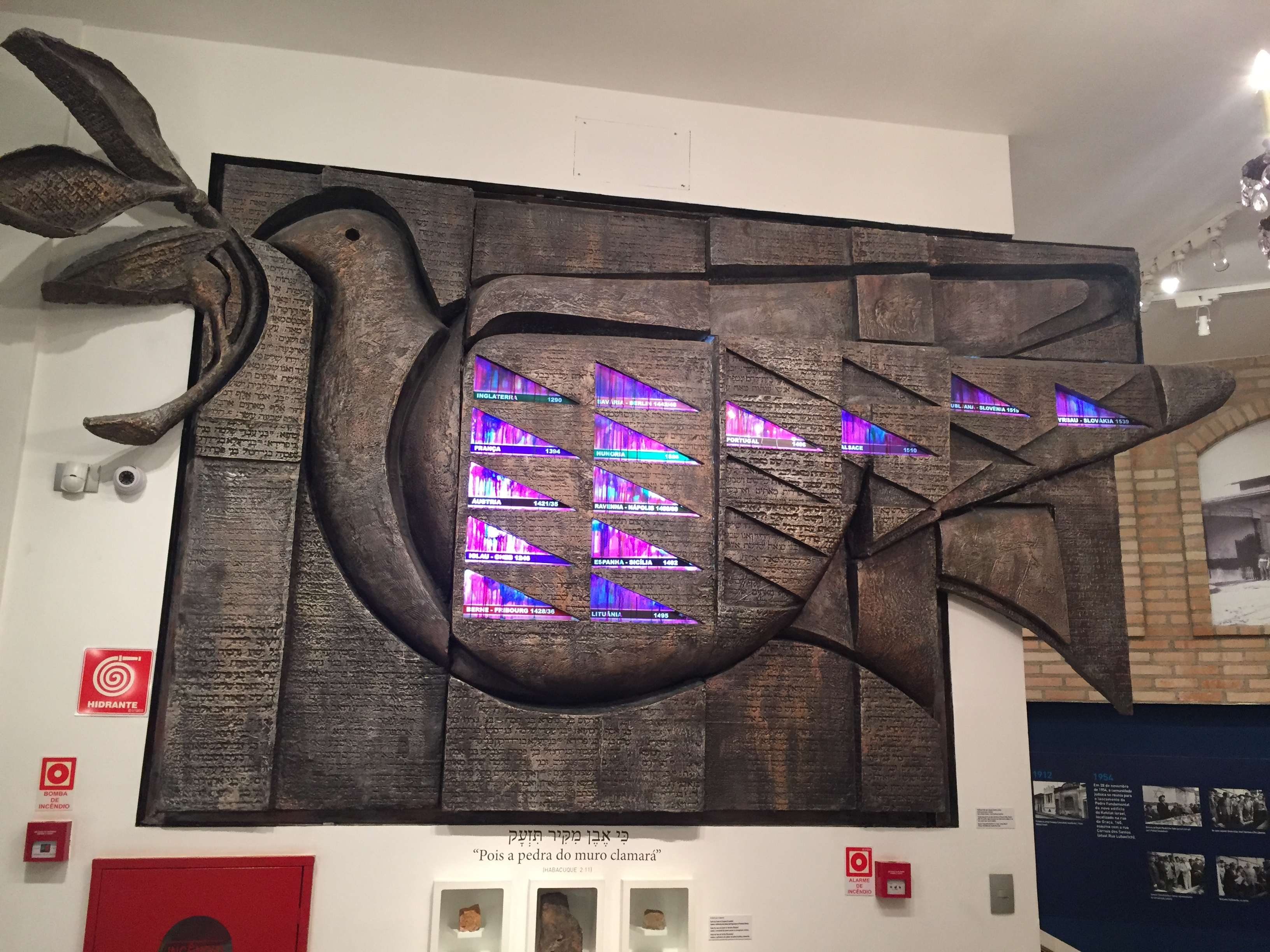
Vidraçaria relacionado a simbolo judaico

A mais antiga sinagoga se localiza no primeiro andar do Memorial, ela vem sendo preservada e mantem as suas características originais desde sua inauguração em 1912. Neste andar os visitantes também se deparam com áudios que retratam as falas dos imigrantes em diferentes vozes e línguas.
No segundo andar dispõe de antigos objetos e documentos históricos que relatam a vida dos judeus, junto com costumes, hábitos, tradições, valores judaicos e crenças religiosas que são exibidos em forma de vídeo. Uma grande galeria feita com diversas imagens de famílias imigrantes esta inclusa neste andar. Além disto, o andar possui monitores que possibilitam encontrar seus antepassados. Junto uma mesa é exposta para demonstrar as comidas e receitas típicas, estas variam com cada comemoração.
O acervo se situa no terceiro andar. Todas as doações de documentos antigos, livros e objetos são aceitos pelo Monumento, e respectivamente podem fazer parte deste.
No ultimo andar no ano de 2017 está sendo montado um espaço que irá representar o tema Holocausto através de um jardim, trazendo lembranças desse ocorrido, e tornando com que a história fique mais didática e compreensiva.
Na parte do subsolo são expostos painéis tecnológicos que podem ser utilizados pelo público, também esta contida uma galeria de judeus falecidos que fizeram parte do desenvolvimento do Brasil. Anexo a este local, uma mesa projeta o antigo mapa da região, mostrando as diversas organizações judaicas que pertenciam o bairro.

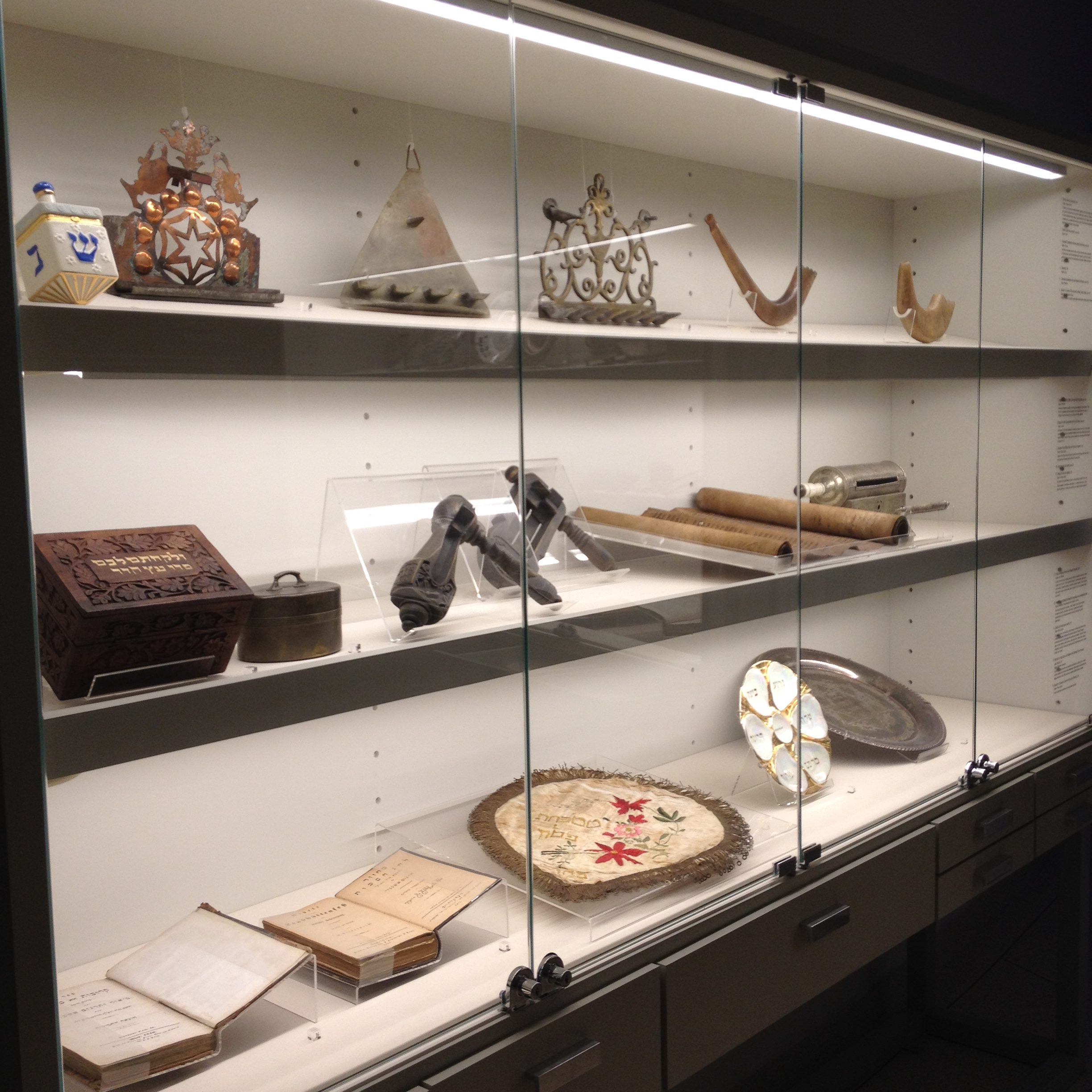
Acervo do Memorial da Imigração Judaica

Além da parte cultural e histórica do Memorial, este é aberto para a realização de eventos como casamentos e cerimônias.

## Acervo
Grande parte do acervo é constituído por objetos, livros e documentos que foram trazidos no século XVII no navio de Pedro Álvares Cabral,  outra parte do acervo foram doações. O acervo possui cerca de mil itens, dentre os inúmeros materiais históricos esta o diário de viagem de Henrique Sam Mindlin, que foi escrito em 1919 quando ele tinha 11 anos. O diário conta sua trajetória pelos países até desembarcar no Rio de Janeiro.
Localizado em Kehilat Israel a sinagoga, sendo a mais antiga do estado de São Paulo de 1912, no memorial da imigração judaica que reúne centenas de artefatos que recontam a história que vinha do povo hebreu, são castiças fotografias, livros, documentos, vestuários e diversos outros objetos que recriam passado da imigração judaica que foram reunidos através de anos, pesquisa e doações.  A entrada do museu é livre, onde reproduzem como é realizado cultos e diversos casamentos, na apresentação consiste em uma tela sensível que é instalada no chão, nela aparece uma imagem de uma taça que ao pisar está se quebra, representando o ritual de matrimonio judeu, junto com isso uma mesa ajuda a visualizar a típica culinária da religião, projetando comidas e pratos.
Subindo as escadas, logo na entrada, à esquerda, tem um painel que mostra as ondas migratórias dos judeus pelo mundo que embaixo dele tem um nicho com pedras que são tiradas do Gueto de Segóvia, sendo assim na Espanha, no muro do Gueto de Varsóvia, na Polônia e do muro de Berlim na Alemanha, que são elementos que lembram a perseguição aos Judeus durante a Inquisição na Península Ibérica que na dominação nazista e no bloco comunista que à direita está a Sala de Imersão que é no interior da Sinagoga com os bancos, lustres e a arca onde é guardada a Torá, o livro religioso dos judeus, que são totalmente preservados e ainda tem documentos e fotos relacionadas ao imóvel.
Tendo uma mesa virtual que interativa que foi montada com diferentes receitas que variam conforme as datas comemorativas e junto com o memorial está sendo criado um centro de estudos de pesquisas para que o tema de imigração judaica que continue a ser algo estudado referente aos pesquisadores de todos os interesses em aprofundador na cultura e conhecimento do povo judaico. Com isso, tem um subsolo que estão expostos painéis tecnológicos e interativos que estão em uma galeria de personalidades judaicas sendo já falecidas que contribuíram no decorrer dos séculos para um desenvolvimento do Brasil, que em outra ponta foi montada uma grande mesa que projeta um antigo mapa do bairro e como as diversas organizações foram estabelecendo na região, com isso tem uma loja com artigos e livros da cultura e uma lanchonete com comidas típicas.
Com um acervo interativo que se localiza nos quatro andares no Bom Retiro, com conteúdos criados para jovens e crianças, com uma entrada livre, com um local para se fazer cultos, casamentos e atividades religiosas, mostrando vários objetos que recriam o passa da imigração judaicasendo, mais que um local de culto religioso, a sinagoga é um espaço de congregação, onde não raro nascem negócios, casamentos e outras parcerias importantes. Aparentando diversos videos educativos, interativos apresentando alguns dos principais costumes e valores judaicos, e um pouco mais sobre os feriados, celebrações, com imagens das famílias judaicas imigrantes. A comida Judaica é uma nutrição espiritual e repleta de simbolismos e benefícios. mostrando também os 12 países dos imigrantes e suas conquistas pelo mundo.
Os itens mais importante que podemos citar são os que possuem mais raridade somo os Amuletos Judaicos ("camesas"), que são manuscritos provinientes da Argélia da metade do século XIX. Outro é o Tomos do " Torat Haim" com a primeira responsa rabínica, que era uma resposta que foi enviada aos judeus de Recife, na consagração, pelo Rabino Chayim Shabetai de Salônica, em 1637). A Lamparina alemã de Shabat, também, é de grande importância, ela é do século XIX. E por fim, o livro espanhol que teve a edição na cidade italiana de Napoli, em que discutia a inquisição, em 1630.

## Arquitetura

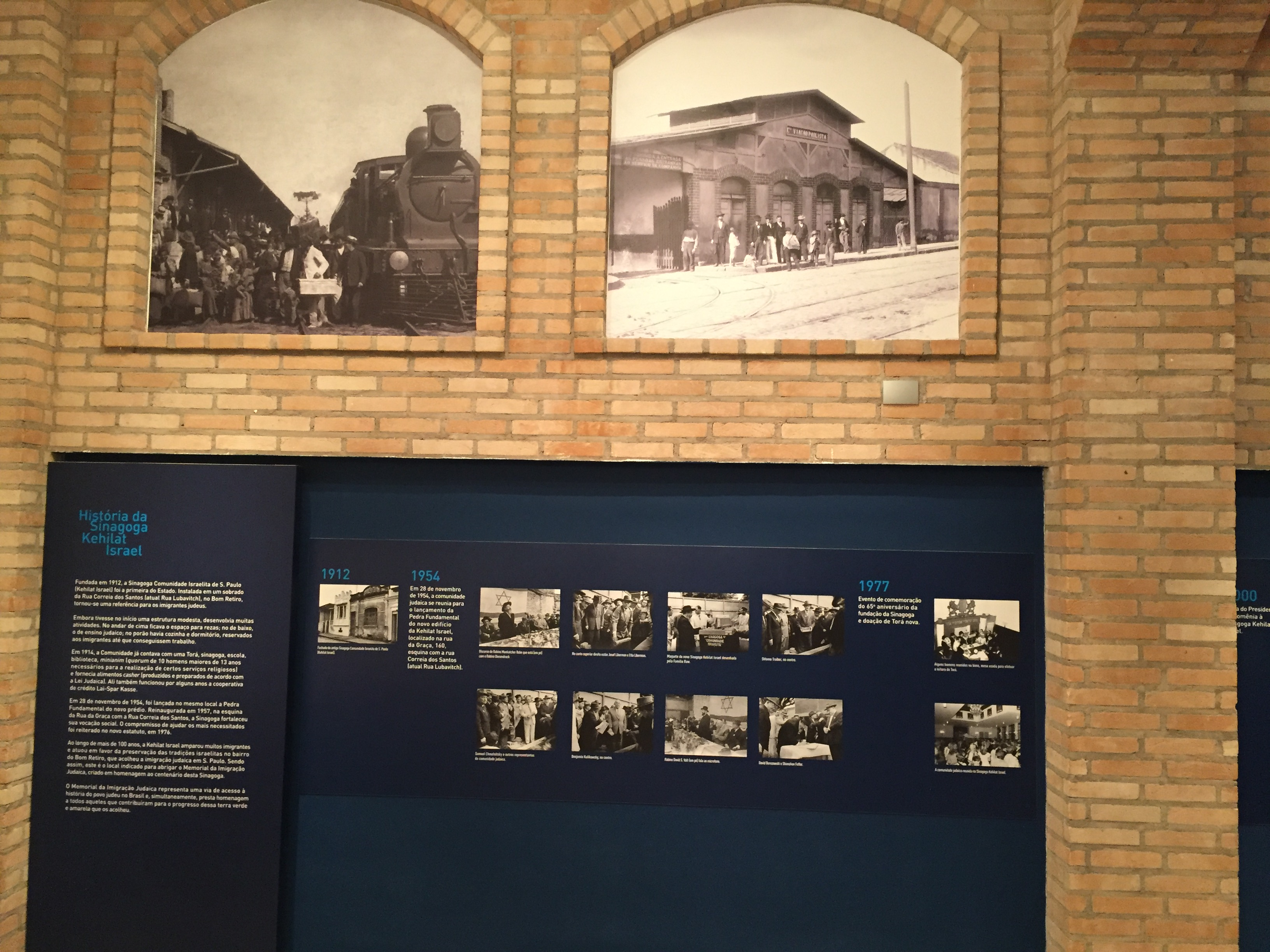
História da Sinagoga kehilat israel

A Sinagoga Kehilat Israel onde está inserido o Memorial da Imigração Judaica tem uma faixada muito peculiar e curiosa. As diversas pessoas que passam em frente dela não reparam no que a faixa significa, o painel exibe símbolos religiosos e traços que representam Israel e sua região.
A cor utilizada também não é à toa, os diversos tons de azul e o branco, representam as cores do estado de Israel.
As representações que são utilizadas das religiões judaicas tem como exemplo, a Torá, as Tábua das Leis, Menorá, entre outros costumes que eles possuem.
Ademais, o lado direito da sinagoga traz lembranças com traços que retrata o mapa de Israel. Primeiro (acima) esta desenhado pelas pastilhas o mar da Galileia, seguido pelo Rio Jordão, o Mar Morto e então, a cidade de Elat. Na direção da cúpula, encontrados a chanukyá, que é um símbolo muito importante que os judeus utilizam nos dias da Festa das Luzes (a Chanuká). A Chanukyá é um candelabro de nove braços.
Após a restauração que a sinagoga passou um detalhe na faixada foi mudado. o Mar morte que antes era a primeira aparição da entrada aparecendo de maneira vazada, teve que ser preenchido por dar a ilusão de uma forca.

## Atualidades
Hoje o Memorial de Imigração Judaico, possui quatro andares e ainda está sendo planejado o quinto, que tem a pretensão de ser inaugurado em 2017. Aproximadamente, possui mil objetos, incluindo fotos, cartas, passaportes e jornais.

## Galeria

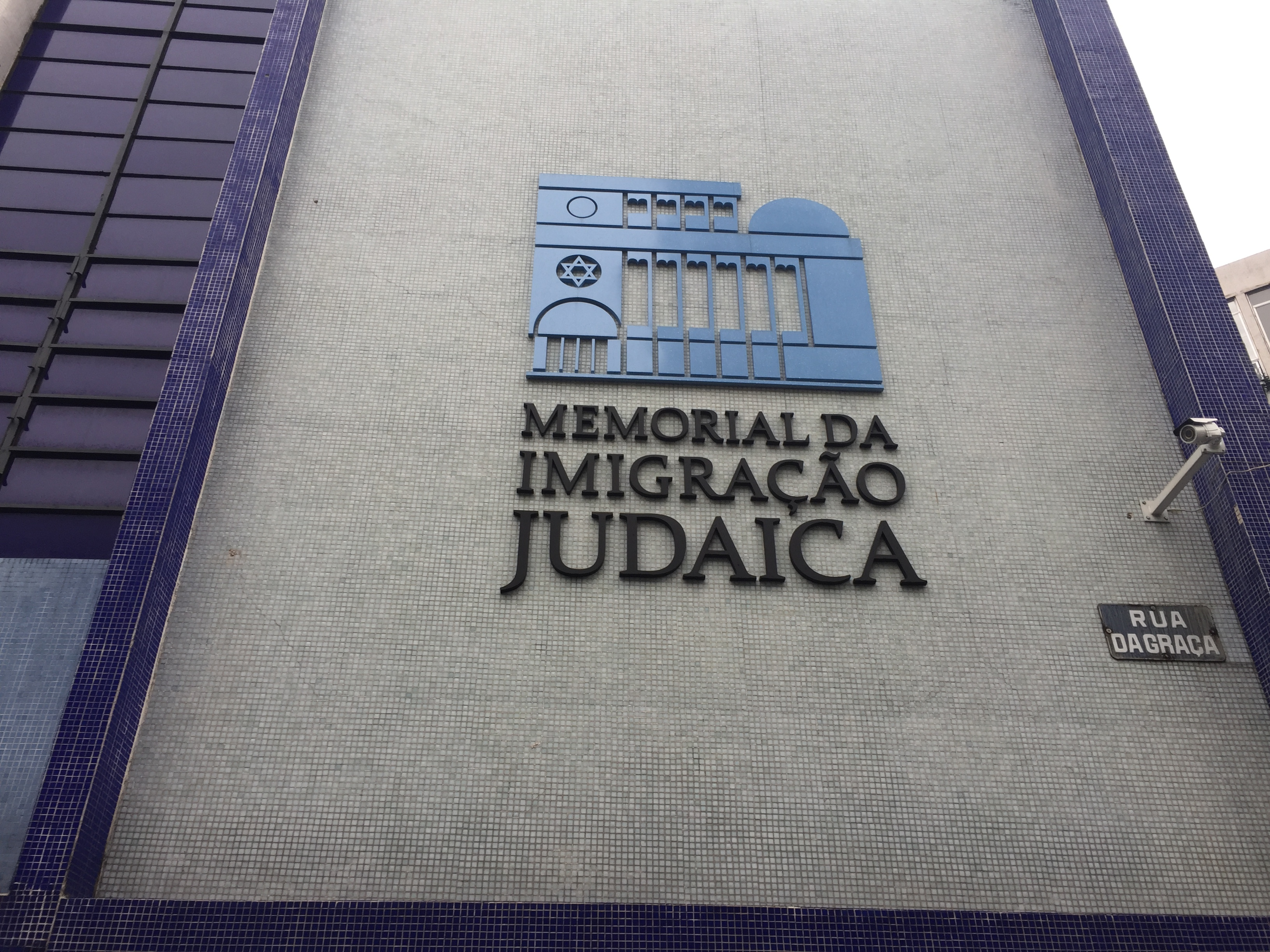
Entrada Memorial da Imigração Judaica
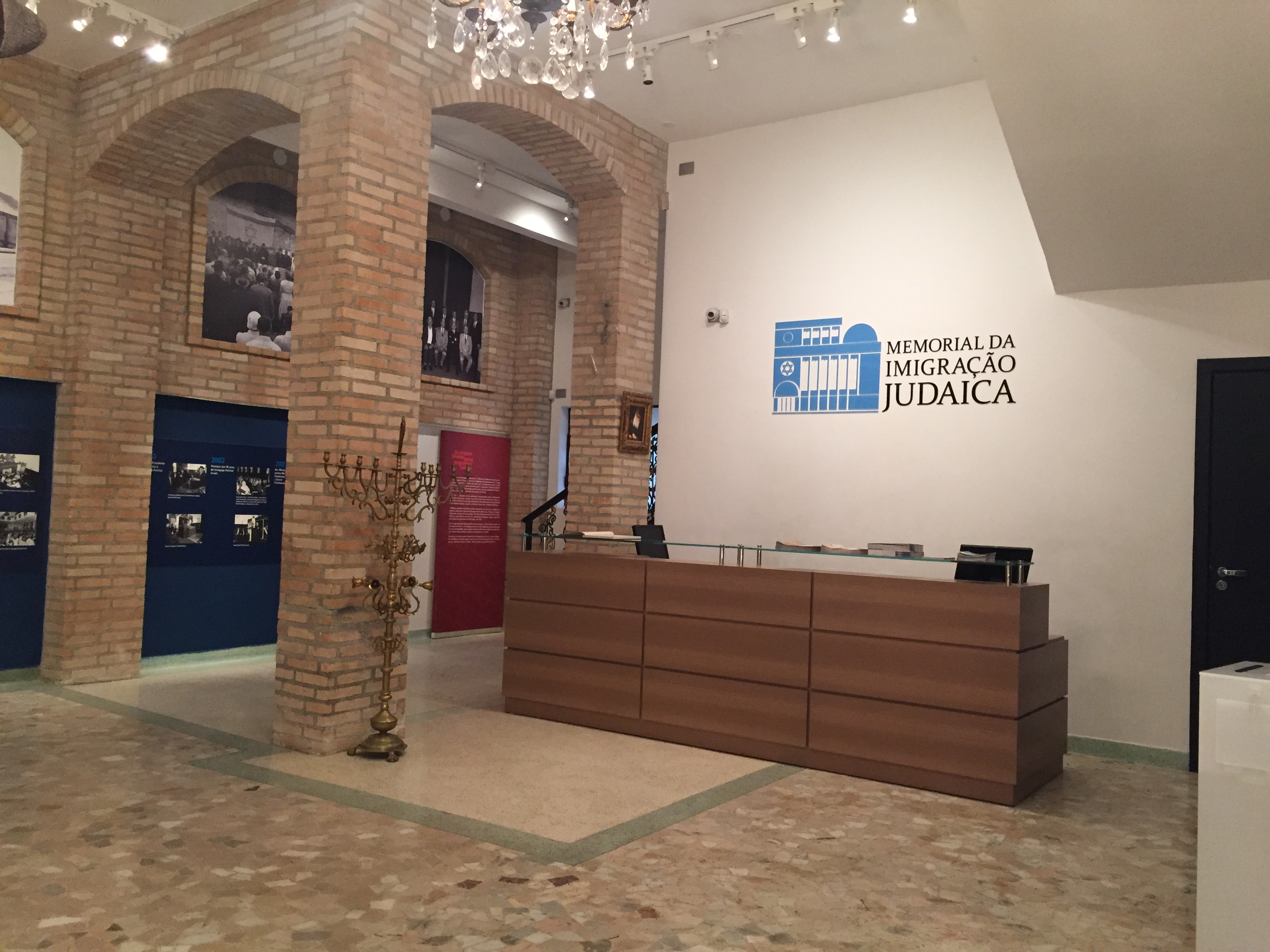
Recepção do Memorial
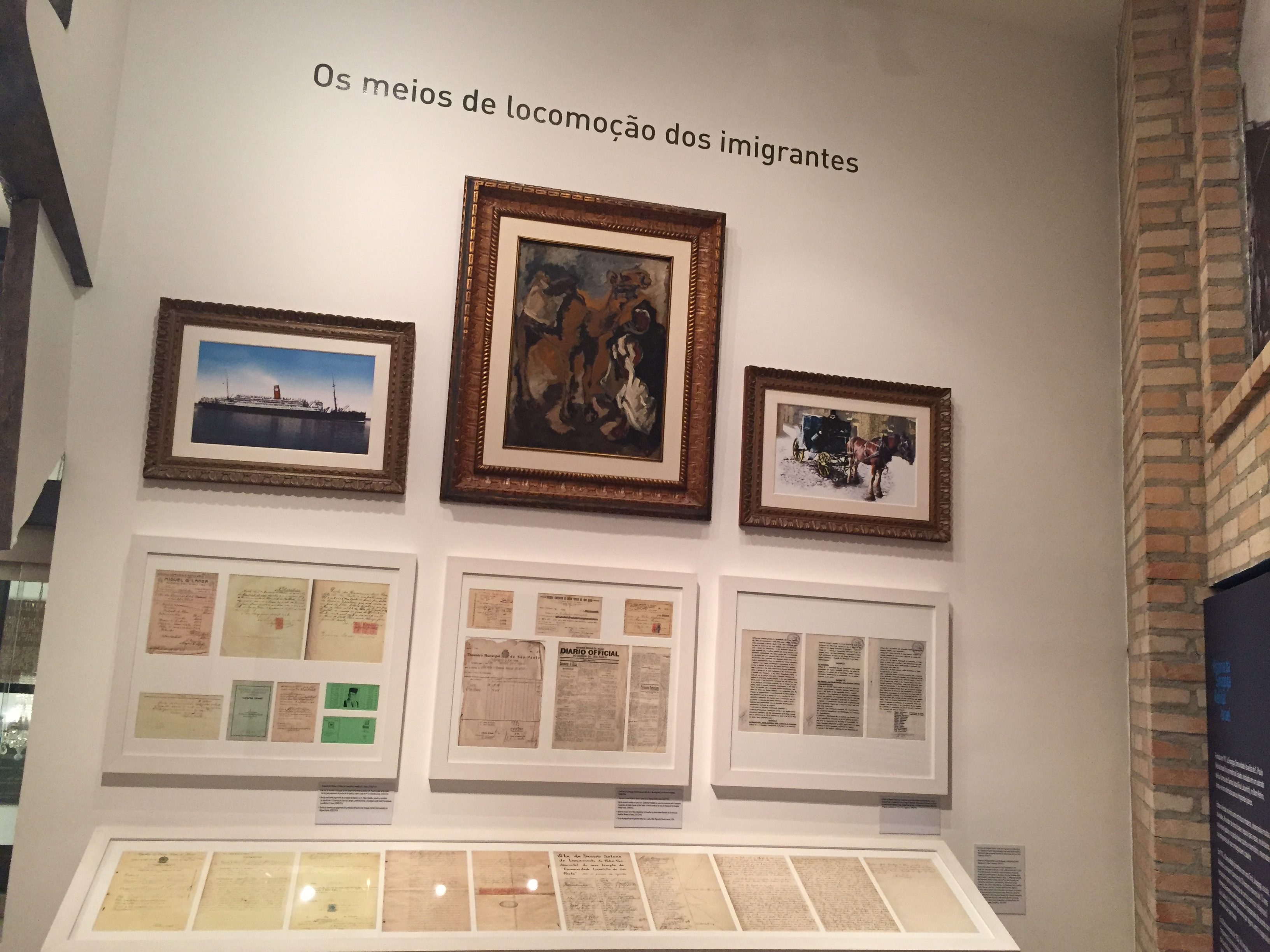
Os meios de locomoção dos imigrantes
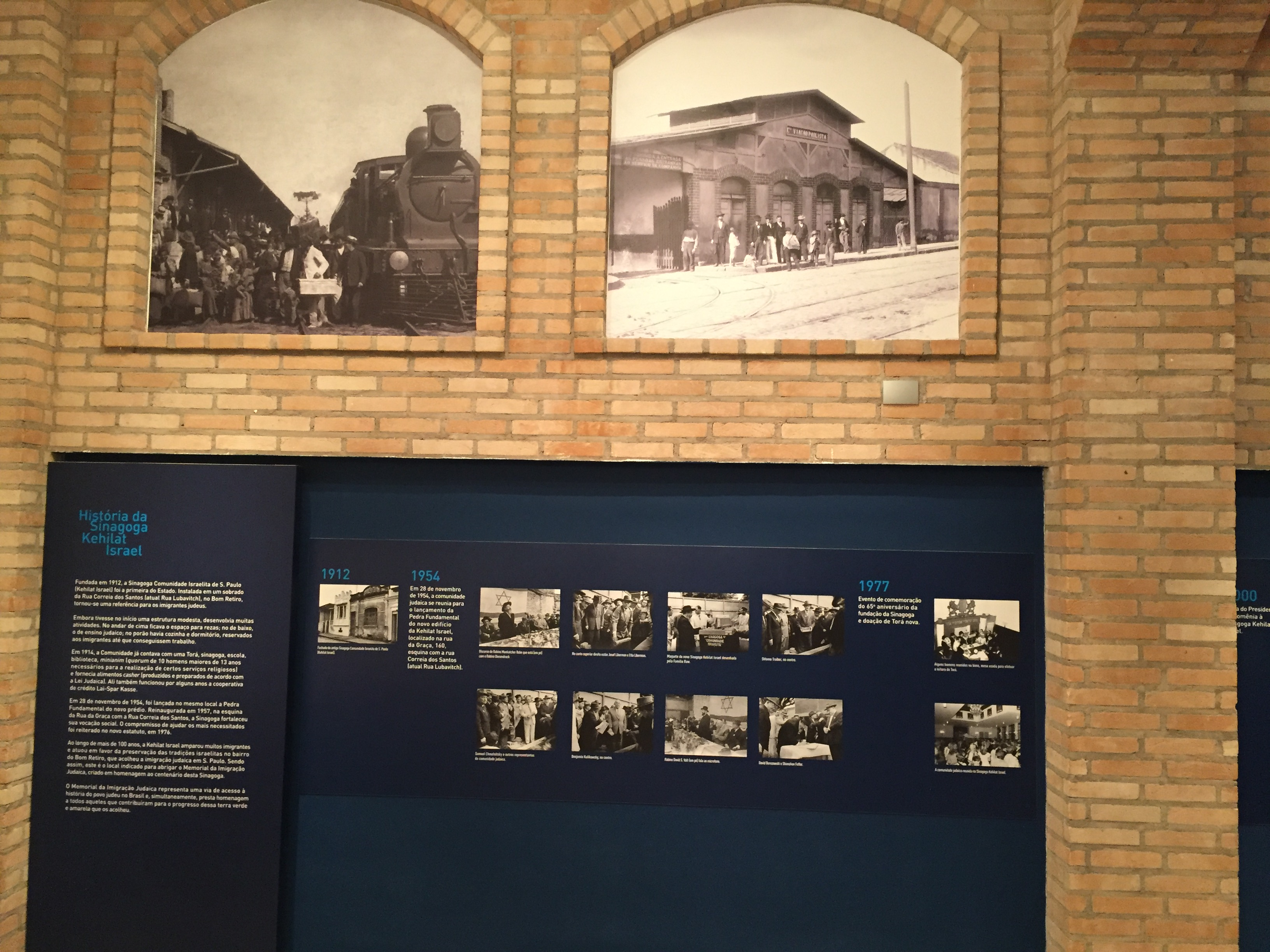
Imagens representando a historia da sinagoga Keilaht Israel
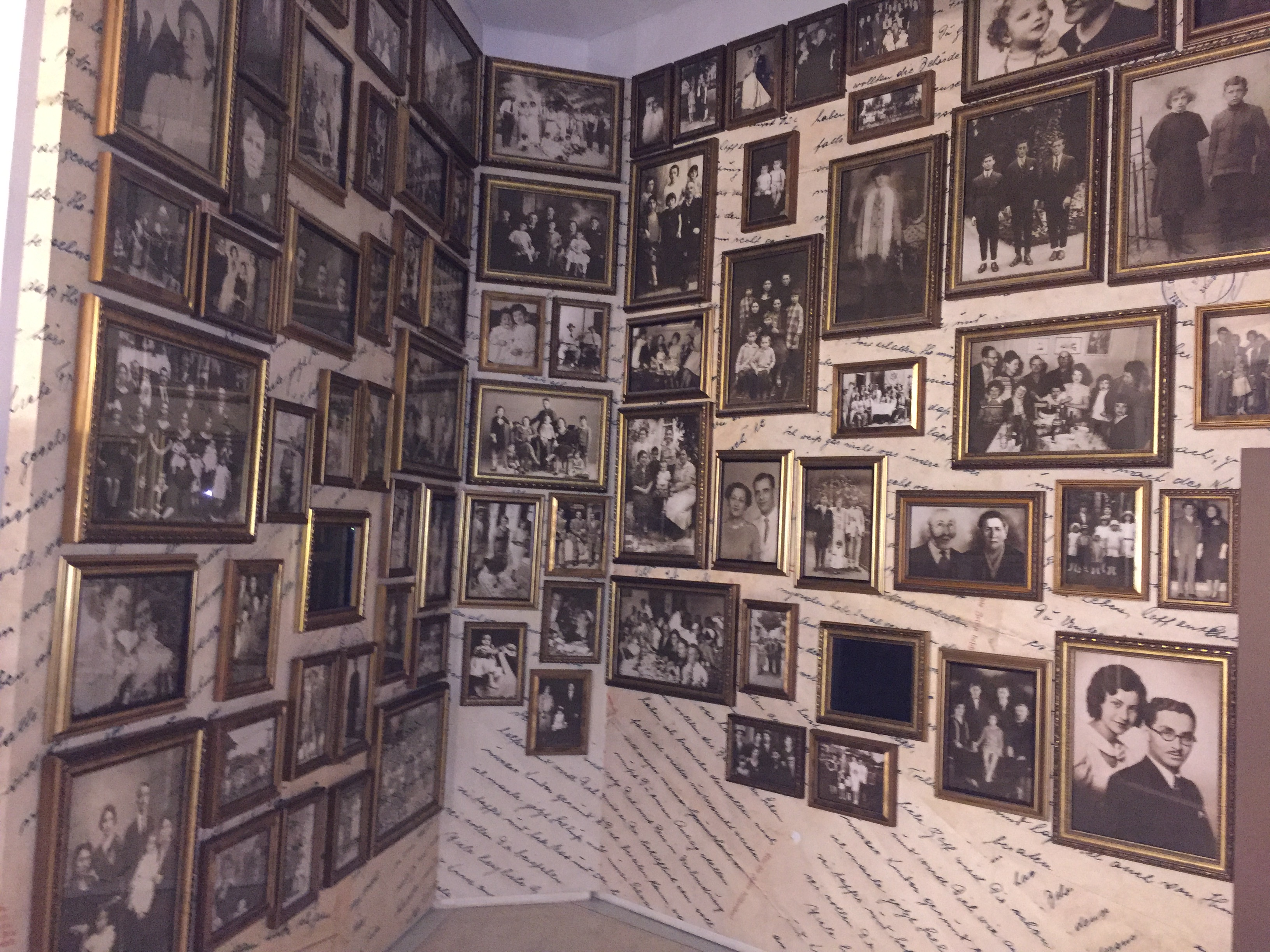
Imagens de alguns judeus imigrantes
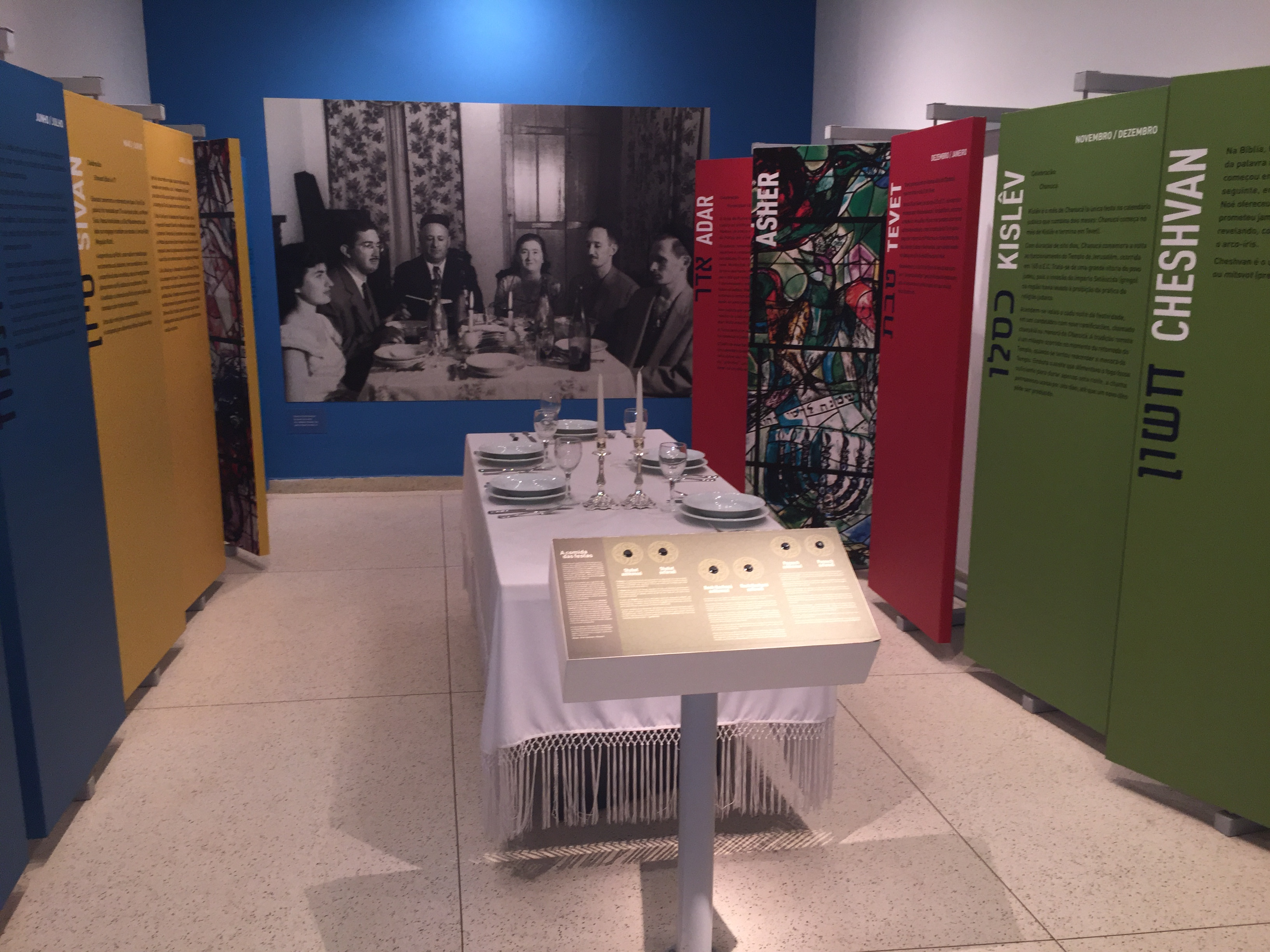
Mesa comemorativa de eventos judeus, exemplo shabat
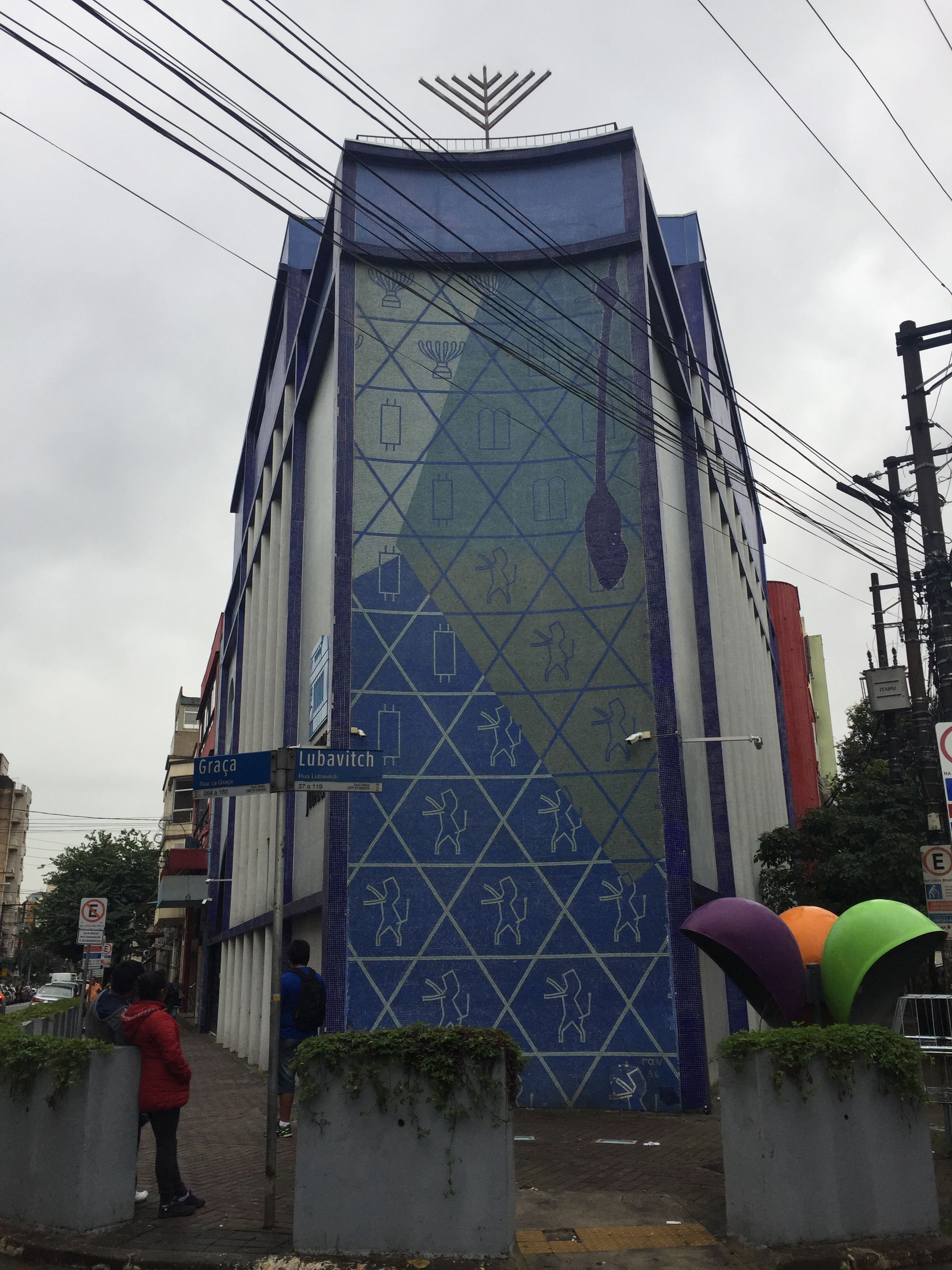
Fachada do Memorial da Imigração Judaica